# Питер, Ааю
Ааю Питер (англ. Aaju Peter; род. 1960) — канадский юрист, активист борьбы за права коренных народов Канады и Гренландии и дизайнер традиционной одежды инуитов из тюленьей кожи.

## Биография
Родилась в 1960 году в деревне Аркиссерниак (Arkisserniaq) на севере Гренландии. Её родной язык — калалисут. Её отец был пастором и учителем, семья часто переезжала в различные деревни на западном побережье.
В возрасте 11 лет родители отправили её на учёбу в среднюю школу в Дании, жила в различных семьях:
Мне пришлось научиться сидеть за столом и есть ножом и вилкой. Мне пришлось научиться чистить зубы.
Питер выучила датский, английский, немецкий, французский и латынь, но почти потеряла способность говорить на своём родном калалисуте.
После окончания средней школы, в 18 лет вернулась в Гренландию, где подвергалась унижению из-за потери языка и культуры инуитов.
Вышла замуж за канадца и в 1981 году перебралась из Готхоба (Нуука), столицы Гренландии в Фробишер-Бей (Икалуит), столицу канадской территории Нунавут. Работала переводчиком и помогла создать приют для женщин-инуитов, ставших жертвами домашнего насилия, а также продовольственный банк.
Училась в Арктическом колледже Нунавута.
После того, как её старший сын Какки (Kakki) не прошёл отбор в Юридическую школу Акитсирак, партнёром которой является юридический факультет Университета Виктории, сама прошла собеседование и окончила школу в 2005 году, самостоятельно воспитывая пятерых детей.
В 2007 году, в возрасте 40 лет стала членом Коллегии адвокатов.
Как дизайнер традиционной одежды инуитов из тюленьей кожи, адвокат и активист стремится сохранить культуру и язык инуитов, традиционный промысел — охоту на тюленей. Путешествуя по всему миру, она привлекла внимание мировой общественности к проблемам, с которыми сталкиваются коренные народы Канады. Она также говорит о проблемах, связанных с устойчивостью и ресурсами, а также об их влиянии на традиционный образ жизни.
Как ремесленник создаёт от амаути (традиционные парки из тюленьей кожи) до топов, жилетов, сумочек и галстуков — она шила пальто из тюленьей шкуры для бывшего генерал-губернатора Адриенны Кларксон. Также является певицей и танцовщицей, выпустила альбом песен инуитов и классических произведений Гренландии, а также исполняла танцы с барабанами и традиционные песни по всему миру.
В 2009 году выступала в Европейском парламенте во французском Страсбурге против полного запрета на импорт и продажу в Европейском союзе любой продукции из тюленей.
26 мая 2011 года награждена орденом Канады III степени. Награда вручена 23 ноября 2012 года.
Снялась вместе с Джоном Амагоаликом и Тагаком Керли в документальном фильме «Защитники Арктики» (Arctic Defenders, режиссёр Джон Уокер), премьера которого состоялась на Атлантическом международном кинофестивале в Галифаксе. 2 октября фильм был показан на Ванкуверском международном кинофестивале.
Стала одной из героинь документального фильма «Рассерженный инуит» (Angry Inuk, режиссёр Алетея Арнакук-Барил), премьера которого состоялась 2 мая 2016 года на Hot Docs — крупнейшем фестивале документального кино в Северной Америке, который проводится в Торонто. Фильм повествует о традиционном промысле канадских инуитов — охоте на тюленя. Фильм был показан на 1-м Чукотском международном фестивале арктического кино, который прошёл в октябре 2017 года в столице Чукотского автономного округа городе Анадырь.
Стала героиней, а также соавтором сценария и исполнительным продюсером документального фильма «Дважды колонизированная» (Twice Colonized, режиссёр Лин Аллуна), премьера которого состоялась на американском кинофестивале независимого кино «Сандэнс» в январе 2023 года. Фильмом открылся фестиваль Hot Docs в Торонто, а 15 марта 2023 года — CPH:DOX — крупнейший фестиваль документального кино в Скандинавии, проходящий в Копенгагене. Продюсером фильма выступила Алетея Арнакук-Барил. Съёмки фильма велись 7 лет, в период съёмок её младший сын Каалингуак (Kaalinnguaq) совершил самоубийство в Оттаве. Фильм приобрёл стриминг CBC Gem.
Помимо родного гренландского (калалисута), владеет датским, инуктитутом и английским языками. Разведена.